# Ronald Lengkeek
Ronald Lengkeek (Rotterdam, 14 september 1960) is een voormalig Nederlandse voetballer. De aanvaller kwam tijdens zijn carrière uitsluitend voor Sparta Rotterdam uit.
Lengkeek kwam uit de jeugd van Sparta en maakte in seizoen 1979/80 zijn debuut in de Eredivisie voor deze club. In zijn eerste seizoenen speelde hij achtereenvolgens naast de ervaren spitsen Ruud Geels, David Loggie en Wout Holverda. Hij werd in deze periode opgeroepen voor Jong Oranje en later het Nederlands Olympisch elftal. Vanaf seizoen 1982/83 had Lengkeek een vaste basisplaats. Dat jaar scoorde hij vijftien doelpunten, zes minder dan clubtopscorer Holverda. In de seizoenen 1983/84, 1984/85 en 1985/86 was hij clubtopscorer in de competitie voor Sparta. Op 6 mei 1984 scoorde Lengkeek vier doelpunten in een competitieduel tegen Ajax, dat Sparta met 5-2 won.
Met Lengkeek kwalificeerde Sparta zich in zowel 1983 als 1985 middels een vierde plaats in de competitie voor de UEFA Cup. In seizoen 1983/84 reikte Sparta tot de derde ronde. Na winst tegen Coleraine FC en FC Carl Zeiss Jena werd de ploeg uitgeschakeld door Spartak Moskou. Lengkeek speelde in alle zes wedstrijden mee en scoorde twee keer in de thuiswedstrijd tegen Coleraine en één keer thuis tegen Carl Zeiss Jena. In seizoen 1985/86 schakelde Sparta in de eerste ronde het Duitse HSV uit. Lengkeek scoorde in het eerste duel, maar miste in de noodzakelijke strafschoppenserie na het tweede duel zijn strafschop.
Lengkeek speelde in seizoen 1988/89 zijn laatste wedstrijden in het betaalde voetbal. In 242 competitiewedstrijden scoorde hij 102 doelpunten, waarmee hij clubtopscorer is van Sparta. Hij scoorde verder vier keer in tien Europese wedstrijden en vijftien goals in 21 bekerwedstrijden.